# Frederik Svane
Frederik Ingemann Svane (* 21. Januar 2004 in Lübeck) ist ein deutscher Schach-Großmeister mit dänischen Wurzeln, der in Lübeck geboren ist und dort mit seiner Familie lebt. Er spielt für den Deutschen Schachbund. Bei der Schacholympiade 2024 gewann er eine individuelle Goldmedaille am Reservebrett.

## Einzelerfolge
In seiner Jugend spielte Svane beim Lübecker Schachverein von 1873. Svane trägt seit 2021 den Titel eines Internationalen Meisters; der Großmeistertitel wurde ihm durch die FIDE im August 2022 verliehen. Die hierzu erforderlichen Normen erzielte er bei einem Normenturnier des SK Doppelbauer Kiel im Oktober 2021, bei einem Turnier des Hamburger SK im Mai 2022 und mit seinen Leistungen der Schachbundesliga 2021/22. Die letzten beiden Normen erzielte er innerhalb von 24 Stunden, was bis dahin in der Geschichte der Schachgroßmeister noch nie vorgekommen war.
Im Jahre 2020 gewann Svane die U16-Schachweltmeisterschaft.
Ein Jahr später, im Jahre 2021, erreichte er bei der 92. Deutschen Schachmeisterschaft aufgrund des leicht schlechteren Elo-Durchschnitts seiner Gegner trotz Punktgleichheit mit Jonas Rosner den zweiten Platz. Damit qualifizierte er sich für das German Masters 2022, das im August 2022 in Magdeburg stattfand und das sein erstes Turnier als Großmeister war. An diesem Turnier nahm auch sein Bruder Rasmus teil, gegen den er gewinnen konnte. Das Turnier verlief für Svane sehr erfolgreich: Nach Elo-Punkten an siebter Stelle liegend
beendete er das Turnier als Zweiter, und hätte es bei einem Sieg in der letzten Partie gegen Vincent Keymer sogar gewinnen können.
Bei den Mannschaftseuropameisterschaften der Jugend im Juli 2022 erzielte Svane am ersten Brett der 1. U18-Mannschaft Deutschlands 6/7 Punkte, was einer Turnier-Elo-Leistung von über 2700 entspricht.
Bei der World Junior Chess Championship 2022 erreichte er im Oktober mit 7/11 Punkten den 12. Platz. Beim Sunway Sitges International Chess Festival 2022 erreichte er ungeschlagen mit 7/10 den 18. Rang.
Bei der Schach-Europameisterschaft 2024 erreichte er mit 8/11 und einer Turnier-Elo-Leistung von 2754 den dritten Platz. Bei der Europameisterschaft 2025 wurde er in Eforie Nord bei einem deutschen Doppelerfolg hinter Matthias Blübaum mit 8,5/11 und einer Elo-Performance von 2756 Zweiter.

## Familie
Frederik Svane ist der Sohn des Cellisten Troels Svane und Bruder von Rasmus Svane, der ebenfalls Schachgroßmeister ist. Nachdem er Mitte Juni 2022 sein Abitur bestanden hatte, schlug er den Weg des Schachprofis ein.